# Malesco
Malesco là một đô thị ở tỉnh Verbano-Cusio-Ossola trong vùng Piedmont, có cự ly khoảng 130 km về phía đông bắc của Torino và khoảng 20 km về phia bắc của Verbania. Tại thời điểm ngày 31 tháng 12 năm 2004, đô thị này có dân số 1.478 người và diện tích là 43,2 km².
Malesco giáp các đô thị: Cossogno, Craveggia, Cursolo-Orasso, Re, Santa Maria Maggiore, Trontano, Villette.